# Ocnerodes brunnerii
Ocnerodes brunnerii is een rechtvleugelig insect uit de familie Pamphagidae. De wetenschappelijke naam van deze soort is voor het eerst geldig gepubliceerd in 1876 door Bolívar.